# Seymour Norte
Seymour Norte és una petita illa de l'arxipèlag de les Galápagos, a l'Equador. Es troba al nord de l'illa Baltra i es va formar per l'elevació d'una formació de lava submarina. Té una superfície d'1,9 km² i una elevació màxima de 28 metres. Està deshabitada. Hi ha una ruta de visitants d'aproximadament 2 km de longitud per a visites guiades que travessen l'interior de l'illa i exploren la costa rocosa.

## Història
L'illa va ser batejada amb aquest nom vers el 1794 pel capità britànic James Colnett en honor del noble anglès Lord Hugh Seymour. La propera illa Baltra anteriorment era coneguda com a Seymour Sud.

## Flora i fauna
Està coberta de vegetació baixa i arbustiva. L'illa acull una gran població de mascarell camablau i gavineta cua de tisora. Hi ha una població creixent d'iguana terrestre de les Galápagos, originàries de la veïna Baltra, i que han servit per repoblar aquest animal a l'illa de Santiago.